# Dukay Nagy Ádám
Dukay Nagy Ádám (Salgótarján, 1975. október 22. – 2017. június 21.) magyar író, költő, újságíró, kritikus, szerkesztő.

## Életpályája
1994-től szabadúszó. 1996–2000 között a Juhász Gyula Tanárképző Főiskola hallgatója volt. 1998-tól könyvkiadói szerkesztő. 1999-től a Palócföld szerkesztőbizottsági tagja, 2001-től irodalmi rovatvezetője, 2003–2004 között szerkesztője volt. 2000–2002 között az ELTE Szociológiai Intézetében tanult.
Verseket, prózákat, recenziókat, kritikákat publikált. Kulturális témájú interjúk, publicisztikák, riportok szerzője. Művei az Élet és Irodalom, a Parnasszus, az Új Holnap, a Jelenlét, az Új Ember, az Árgus, a Szépirodalmi Figyelő és az Új Forrás folyóirataiban jelentek meg.

## Művei
- Szobrok az esőnek; Alma Grafikai Stúdió, Salgótarján, 1998 (Palócföld könyvek)
- Hosszú eltáv; vál. Nyilas Attila; Tipp Cult–FISZ, Budapest, 2002 (Parnasszus könyvek. Új vizeken)
- Novotny Tihamér: Kovács László; riporter Földi Péter, Dukay Nagy Ádám.; PNB-Photo Kft., Budapest, 2003 (Paletta)
- Titokbhakta. Versek; TIT Kossuth Club–L'Harmattan–Könyvpont, Budapest, 2015 (Gyémánttengely-sorozat)

## Díjai
- Móricz Zsigmond-ösztöndíj (2003)